# ثنائي البويغ الشاحب
ثنائي البويغ الشاحب (الاسم العلمي: Bisporella pallescens) هو نوع من الفطريات يتبع جنس الثنائي البويغ من الفصيلة المسمارية.